# رومانیزه
رومانیزه (به ایتالیایی: Romagnese) یک کومونه در ایتالیا است که در استان پاویا واقع شده‌است. رومانیزه ۲۹٫۹ کیلومتر مربع مساحت و ۸۵۹ نفر جمعیت دارد.